# Índice de Precios y Cotizaciones
Pour les articles homonymes, voir IPC.
L'Indice de Precios y Cotizaciones ou IPC est le principal indice boursier au Mexique. Il est constitué des 35 actions les plus liquides de la Bourse du Mexique.
L'IPC s'élévait à environ 6 500 en avril 2003. Le 16 mai 2003, l'indice était à 6 582.

## Corrélation avec les autres bourses
Les performances annuelles de l'indice IPC se sont rapprochées de celles du Dow Jones, du DAX, du CAC 40 et du Footsie, les grands marchés boursiers étant de plus en plus dépendants les uns des autres depuis une quinzaine d'années.

## Composition
Au 17 mars 2011, l'Indice de Precios y Cotizaciones se composait des titres suivants:
| Symbole     | Société                          | Secteur                   | Poids indiciel |
| ----------- | -------------------------------- | ------------------------- | -------------- |
| AMXL MM     | América Móvil                    | Télécommunications        | 24.97          |
| WALMEXV MM  | Wal-Mart de Mexico               | Distribution              | 11.7           |
| GMEXICOB MM | Grupo México                     | Minier                    | 7.89           |
| FEMSAUBD MM | Fomento Economico Mexicano       | Agroalimentaire           | 6.98           |
| TLEVICPO MM | Televisa                         | Médias                    | 6.41           |
| CEMEXCPO MM | Cemex                            | Matériaux de construction | 4.88           |
| GFNORTEO MM | Grupo Financiero Banorte         | Banque                    | 3.83           |
| ALFAA MM    | Alfa                             | Conglomérat               | 3.65           |
| GFINBURO MM | Grupo Financiero Inbursa         | Banque                    | 2.45           |
| TELMEXL MM  | Telmex                           | Télécommunications        | 2.43           |
| PE&OLES* MM | Industrias Peñoles               | Minier                    | 2.28           |
| GMODELOC MM | Grupo Modelo                     | Agroalimentaire           | 2.17           |
| BIMBOA MM   | Grupo Bimbo                      | Agroalimentaire           | 2.15           |
| KIMBERA MM  | Kimberly-Clark de Mexico         | Construction              | 1.85           |
| ELEKTRA* MM | Grupo Elektra                    | Distribution              | 1.73           |
| MFRISCOA MM | Minera Frisco                    | Minier                    | 1.63           |
| MEXCHEM* MM | Mexichem                         | Pétrochimie               | 1.38           |
| COMPARC* MM | Compartamos                      | Banque                    | 1.29           |
| GCARSOA1 MM | Grupo Carso                      | Conglomérat               | 1.25           |
| URBI* MM    | Urbi Desarrollos Urbanos         | Matériaux de construction | 0.91           |
| GAPB MM     | Grupo Aeroportuario del Pacifico | Transport aérien          | 0.84           |
| GEOB MM     | Corp GEO                         | Matériaux de construction | 0.83           |
| ICA* MM     | Empresas ICA                     | Construction              | 0.8            |
| LABB MM     | Genomma Lab Internacional        | Pharmaceutique            | 0.68           |
| HOMEX* MM   | Homex                            | Matériaux de construction | 0.63           |
| TVAZTCPO MM | TV Azteca                        | Médias                    | 0.59           |
| SORIANAB MM | Soriana                          | Médias                    | 0.47           |
| INCARSOB MM | Inmuebles Carso                  | Immobilier                | 0.43           |
| ICHB MM     | Industrias CH                    | Minier                    | 0.39           |
| ARCA* MM    | Embotelladoras Arca              | Agroalimentaire           | 0.36           |
| ASURB MM    | Grupo Aeroportuario del Sureste  | Transport aérien          | 0.36           |
| CHDRAUIB MM | Chedraui                         | Distribution              | 0.35           |
| BOLSAA MM   | Bolsa Mexicana de Valores        | Banque                    | 0.32           |
| COMERUBC MM | Comercial Mexicana               | Distribution              | 0.32           |
| ARA* MM     | Consorcio ARA                    | Construction              | 0.31           |
| AXTELCPO MM | Axtel                            | Télécommunications        | 0.3            |
| GRUMAB MM   | Gruma                            | Agroalimentaire           | 0.18           |